# Whitmore Lake
Whitmore Lake är en ort i Livingston County och Washtenaw County i Michigan, USA.